# Johannes Walther
Johannes Walther (Neustadt an der Orla, 20 de julio de 1860 - Bad Hofgastein, 4 de mayo de 1937) fue un geólogo alemán que descubrió importantes principios de la estratigrafía, incluida la homónima ley que le honra, la ley de Walther.

## Biografía
Walther nació en una familia religiosa y estudió botánica, zoología y filosofía en la Universidad de Jena. En 1882 completó con éxito su curso con un doctorado. Luego estudió geología y paleontología en Leipzig y más tarde en Munich.
El año siguiente trabajó en la Stazione Zoologica en Nápoles, como conferenciante, permaneciendo durante dos años. Entre otras cosas, realizó extensos estudios sedimentologicos y biológicos.
En 1885 volvió a Jena y se habilitó allí en 1886 con una tesis en crinoideos. Después de viajar, fue nombrado profesor en Jena en 1890. En los años siguientes Walther organizó y participó en numerosas expediciones, incluyendo a Egipto (1887, 1911), la península del Sinaí (1887), Arabia, Ceilán , la India (1888-1889),  los EE. UU. (1891), Australia (1914), Grecia y Escocia. Walther más adelante realizó estudios en los Urales y en el desierto de Turkmenistán.
Walther se trasladó a la Universidad de Halle en 1906, permaneciendo allí hasta 1929. Mientras estaba en Halle, en 1924, fue elegido presidente de la prestigiosa Academia Alemana de Ciencias Leopoldina, un cargo que mantuvo hasta 1931. En 1930 se convirtió en miembro honorario de la Asociación Geológica de Turingia y en 1932 miembro correspondiente de la Academia de Ciencias de Sajonia.

## Publicaciones
- The Law of Desertification in the Present and the Past (Das Gesetz der Wüstenbildung in Gegenwart und Vorzeit), 2007 reprint[4]
- Modern Lithogenesis, 1883–84[5]
- Introduction to geology as a historical science (Einleitung in die Geologie als historische Wissenschaft), 1893–94
- History of the Earth and Life, (Geschichte der Erde und des Lebens), 1908
- General Palaeontology (Allgemeine Paläontologie), 1919–1927[6]
- Bibliografía relacionada con Johannes Walther en el catálogo de la Biblioteca Nacional de Alemania.